# Đại quân tử (thực vật)
Đại quân tử (danh pháp hai phần: Clivia miniata) là một loài thực vật có hoa trong họ Amaryllidaceae. Loài này được (Lindl.) Bosse miêu tả khoa học đầu tiên năm 1859. Nhiều người chơi hoa và cây cảnh nhận dạng nhầm nó là một loài lan và gọi là Quân Tử Lan

## Hình ảnh

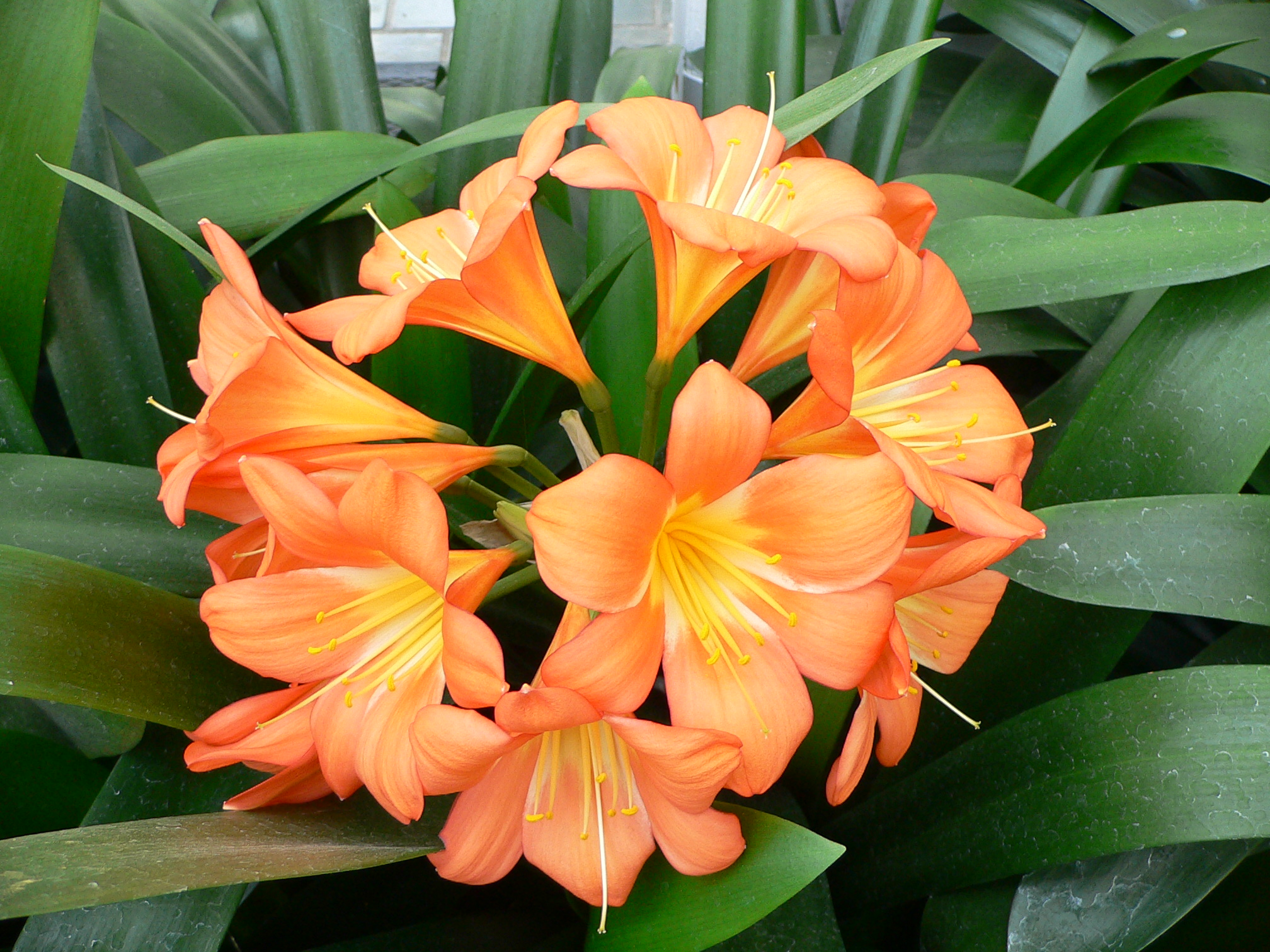
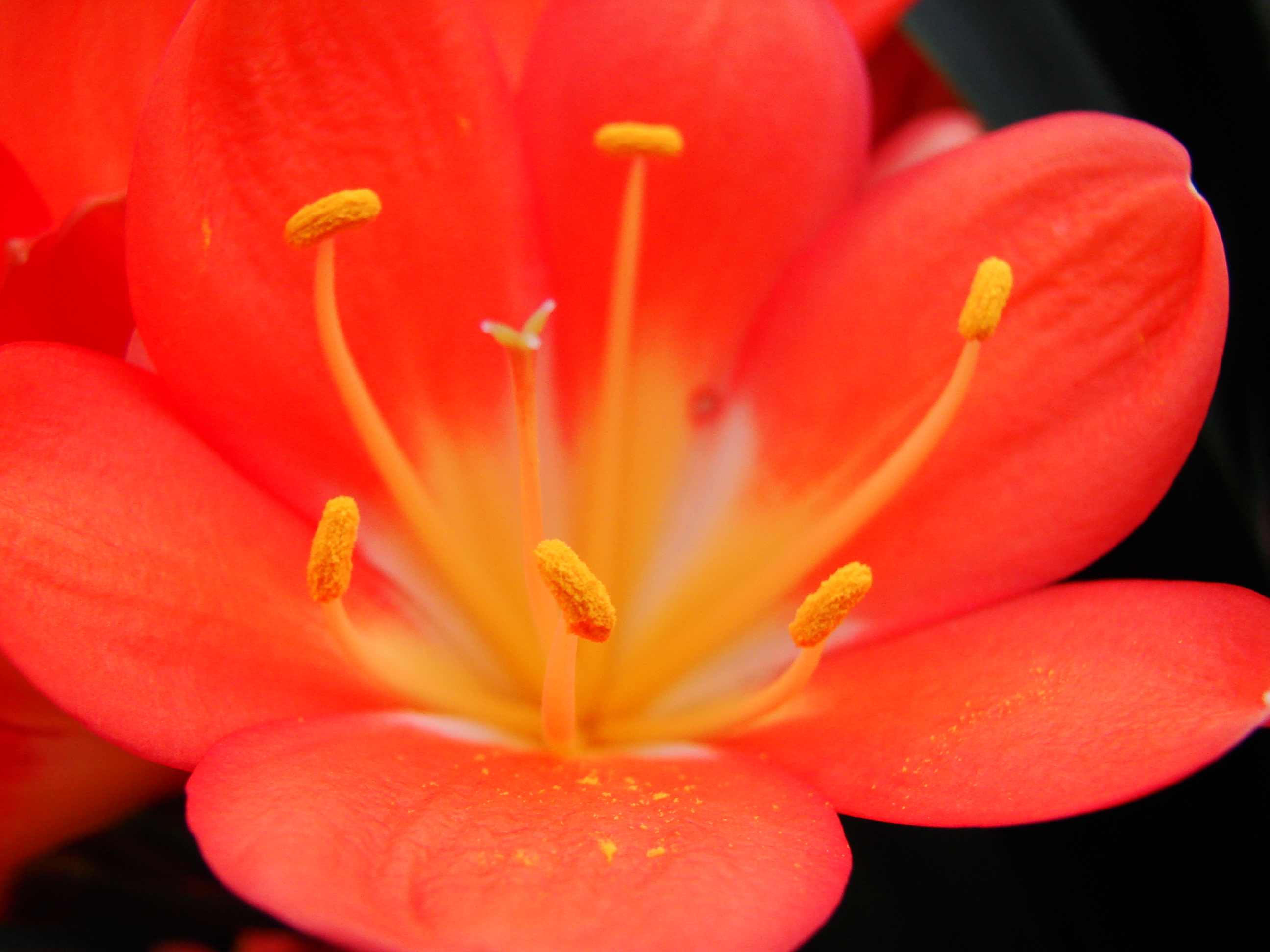
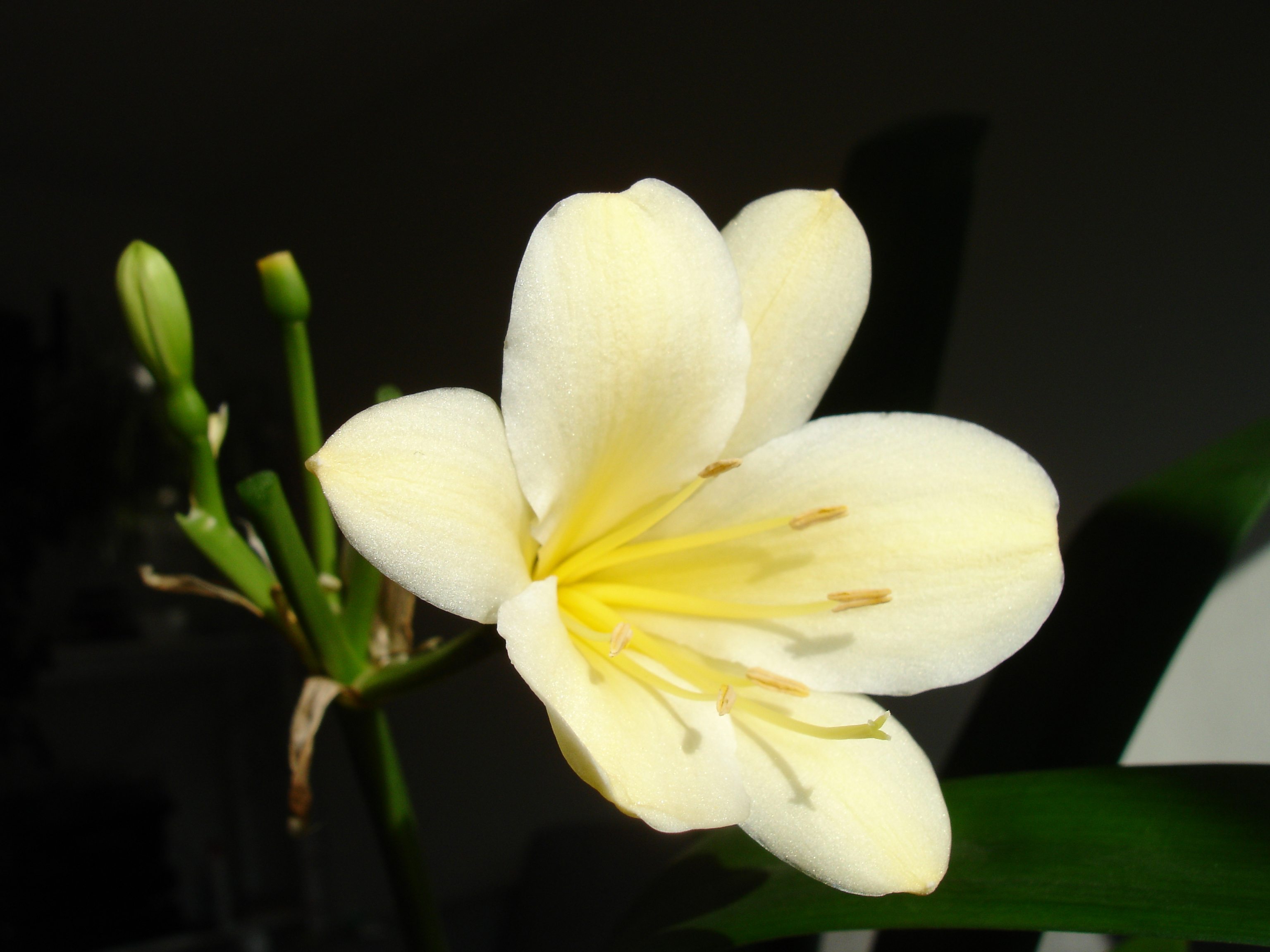
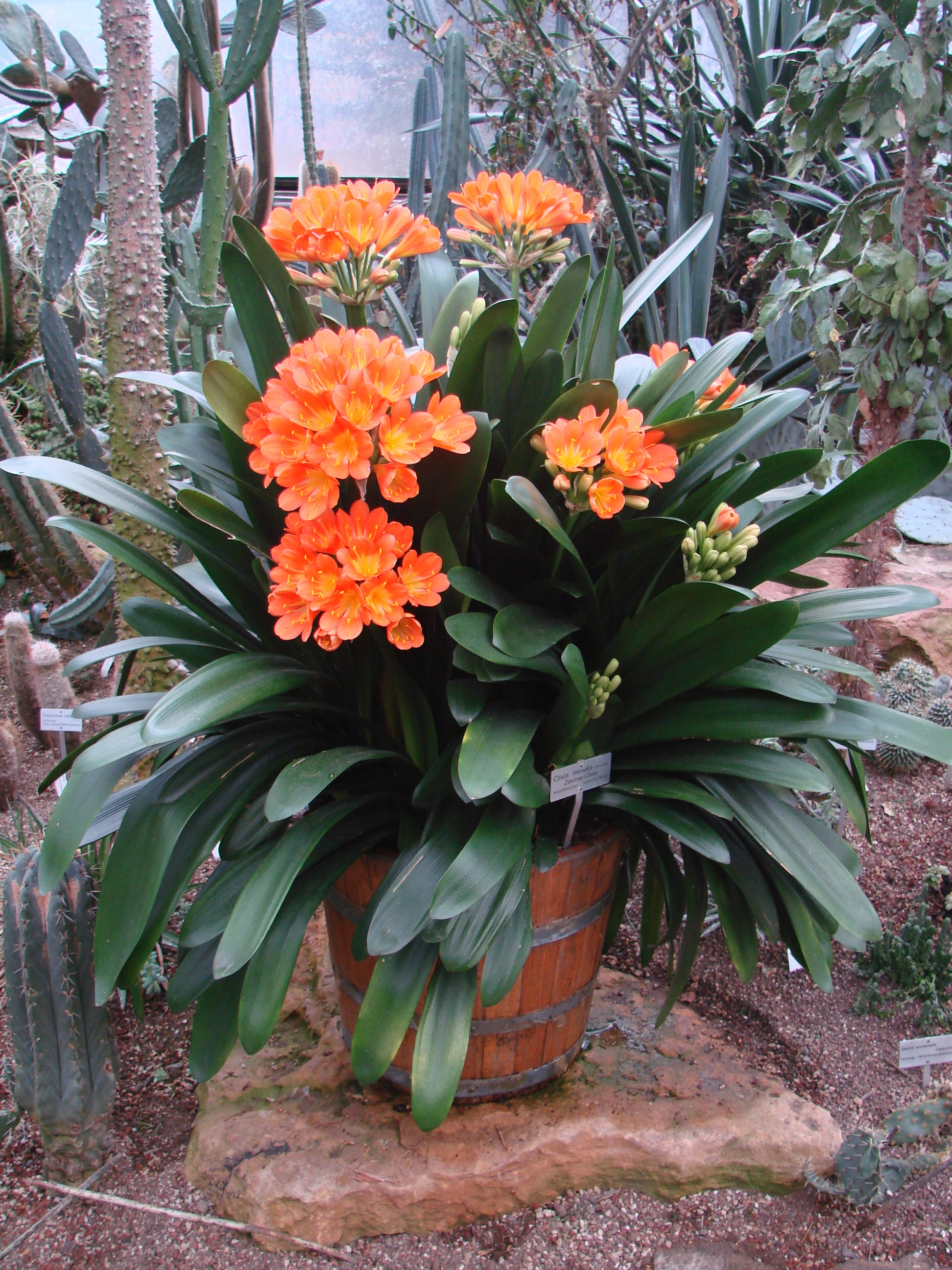